# Arcobacter
Arcobacter (o Aliarcobacter a causa di discordanza tra gli autori) è un genere di batteri gram negativi flagellati appartenenti alla famiglia Arcobacteraceae (precedentemente incluso nelle Campylobacteraceae). Questo genere di batteri comprende diverse specie di interesse medico e medico veterinario in quanto specie patogena dell'uomo e di alcune specie di animali (es. suini, bovini, pollame). Le specie principali sono: A. butzleri, A. cryaerophilus, A. skirrowii, A. nitrofigilis, A.thereius.
A differenza delle altre specie appartenenti alla famiglia delle Campylobacteraceae come il batterio Campylobacter jejuni, Aliarcobacter è maggiormente tollerante alla presenza di ossigeno (anche se predilige un ambiente povero di ossigeno) e la sua temperatura di crescita ottimale è minore.

## Caratteristiche morfologiche
Aliarcobacter spp. su terreno agarizzato forma piccole colonie tonde di colore bianco/trasparente. Al microscopio ottico si può osservare la tipica forma bastoncellare.

## Ecologia
I batteri del genere Aliarcobacter vengono frequentemente isolati da diversi compartimenti ambientali, principalmente da acque reflue, salmastre, marine e da diversi alimenti. In particolare, gli alimenti nel quale questi batteri vengono isolati più frequentemente sono carni di pollo e suino e di conseguenza da materiale fecale, probabilmente per la precedente assunzione di cibi contaminati. Altre matrici alimentari da cui sono state isolate specie batteriche di questo genere sono il latte e in minor misura frutta e verdura. Alcune specie sono state rilevate in molluschi e pesci come la trota.

## Patogenicità
Le specie patogene appartenenti al genere Aliarcobacter colonizzano l'intestino. I principali sintomi provocati sono rappresentati da: febbre, vomito, nausea, diarrea. Le persone maggiormente vulnerabili a questi batteri sono i bambini e le persone immunodepresse. Questo batterio inizia la sua patogenesi dopo l'assunzione orale, l'acqua e il materiale fecale (alimenti contaminati) rappresentano le principali fonti di infezione. I sintomi delle batteriosi da Aliarcobacter spp. vengono spesso scambiati per sintomi provocati da C. jejuni, questo ha portato ad una sottostima della patogenicità di questo genere batterico.